# 上島達司
上島 達司（うえしま たつし、1938年5月10日 - ）は、日本の経営者。上島忠雄の長男。

## 経歴
兵庫県神戸市出身。1961年に甲南大学経済学部を卒業し、UCC上島珈琲に入社。
1963年に取締役に就任し1965年8月に副社長に就任した。1980年6月に社長に昇格し、2009年4月から会長を務めた。
1995年4月に藍綬褒章を受章し、2008年11月に旭日中綬章を受章した。中南米でも数々の勲章を受章した。